# San Felipe de Jesús
San Felipe de Jesús este un municipiu în statul Sonora, Mexic. Este numit după primul martir franciscan executat de shogunul japonez Toyotomi Hideyoshi.